# Apple A6
Az Apple A6 egy 32 bites package on package (PoP) felépítésű egylapkás rendszer (SoC) az Apple Inc. tervezésében, amelyet 2012. szeptember 12-én, az iPhone 5 piaci megjelenésével egyidőben mutattak be. Az Apple elfogult állítása szerint ez a csip akár kétszer olyan gyors és grafikai feldolgozási teljesítménye akár kétszer akkora lehet, mint elődjének, az Apple A5-nek.

## Felépítés
Az A6 az elemzések szerint 1,3 GHz-es órajelen működik, egyedi tervezésű Apple által tervezett ARMv7 alapú kétmagos CPU, melynek a neve Swift (fürge, sebes), és nem pedig az ARM-tól licencelt CPU, mint a korábbi kialakításokban, és egy integrált hárommagos 266 MHz-es PowerVR SGX543MP3 GPU-t tartalmaz. A Swift mag az A6-ban egy új, megváltoztatott utasításkészletet tartalmaz, az ARMv7s-t, amelyben megtalálhatók az ARM Cortex-A15 egyes elemei, mint például az Advanced SIMD v2 támogatása és a VFPv4. Az elemzések azt sugallják, hogy a Swift mag háromszoros szélességű frontendet és két FPUt – lebegőpontos egységet – tartalmaz, szemben Cortex-A9 alapú elődje kétszeres szélességű frontendjével és egyetlen FPU-jával.
Az A6 processzor tokja emellett magába foglal 1 GiB méretű LPDDR2-1066 RAM-ot is, szemben az Apple A5-ben található 512 MiB LPDDR2-800 RAM-mal, tehát megduplázva a memóriakapacitást, emellett az elméleti memória-sávszélesség 6,4 GB/s-ról 8,5 GB/s-re növekedett. Az A6 tartalmaz még egy feljavított képi jelfeldolgozó processzort (image signal processor, ISP), amely az A5-be épített ISP-vel összehasonlítva megnövelt képrögzítési sebességet, nagyobb alacsony fényű teljesítményt, jobb zajcsökkentést és videostabilizálást biztosít.
Az A6-ot a Samsung gyártja, High-κ metal gate (HKMG) 32 nm-es eljárással, a csip mérete 96,71 mm², ami 22%-kal kisebb az A5-énél. Az A6 kevesebb energiát is fogyaszt, mint az elődje.
Az A6 magasabb órajelfrekvenciájú, négy grafikus magot tartalmazó változata az Apple A6X jelű csip, amely a negyedik generációs iPadben található.

## Apple A6 processzort tartalmazó eszközök
- iPhone 5
- iPhone 5C

## Fordítás
Ez a szócikk részben vagy egészben  az   Apple A6 című angol Wikipédia-szócikk ezen változatának fordításán alapul.  Az eredeti cikk szerkesztőit annak laptörténete sorolja fel. Ez a jelzés csupán a megfogalmazás eredetét és a szerzői jogokat jelzi, nem szolgál a cikkben szereplő információk forrásmegjelöléseként.